# Christopher Howgego
Christopher John Howgego (* 1957) ist ein britischer Numismatiker.
Howgego wurde 1983 an der University of Oxford promoviert. 1988 wurde er Mitarbeiter am Herbeden Coin Room, der numismatischen Sammlung des Ashmolean Museum in Oxford, und war dort für die griechischen und römischen Münzen zuständig. Seit 2005/2006 ist er Leiter der Münzsammlung. Dazu war er Professor für Römische Numismatik an der Universität Oxford, an der er bis 2022 lehrte.

## Veröffentlichungen (Auswahl)
- Greek imperial countermarks. Studies in the provincial coinage of the Roman Empire. London 1985, ISBN 0-901405-23-X (Dissertation).
- The supply and use of money in the Roman World 200 BC – AD 300. In: The Journal of Roman Studies. Band 82, 1992, S. 1–31.
- Coin circulation and the integration of the Roman economy. In: Journal of Roman Archaeology. Band 7, 1994, S. 5–21.
- Ancient History from Coins. Routledge, London 1995, ISBN 0-415-08993-X.
  - deutsche Übersetzung: Geld in der antiken Welt. Eine Einführung. Theiss, Stuttgart 2000, ISBN 3-8062-1487-5; 2. Auflage, Von Zabern, Darmstadt 2011, ISBN 978-3-534-23940-5.
- als Herausgeber mit Volker Heuchert und Andrew Burnett: Coinage and Identity in the Roman Provinces. Oxford University Press, Oxford 2005, ISBN 0-19-926526-7.
- The Monetization of Temperate Europe. In: The Journal of Roman Studies. Band 103, 2013, S. 16–45.
- als Herausgeber mit Jerome Mairat und Andrew Wilson: Coin Hoards and Hoarding in the Roman World. Oxford University Press, Oxford 2022, ISBN 978-0-19-886638-1.